# هنریک لیوا-رویسویچ
هنریک لیوا-رویسویچ (انگلیسی: Henryk Leliwa-Roycewicz; ۳۰ ژوئیهٔ ۱۸۹۸ – ۱۸ ژوئن ۱۹۹۰) افسر (ارتش)، و سوارکار اهل لهستان بود.
وی همچنین برندهٔ جوایزی همچون صلیب پارتیزان و صلیب دلاوری (لهستان) شده‌است.